# 牛タンゲーム
牛タンゲーム（ぎゅうタンゲーム）とは合コンなどいわゆる宴会の余興で行われるゲームの一つ。

## 概要
参加者は車座となり、順番にアクションをしていく。1周した場合はそのまま順番に回してゆく。
最初の人間が「牛（ぎゅう）」と発言し、次の人間は「タン」と手をたたく（「タン」とは発言しない）。次の人間は再び「牛」といい、次の人間は「タン」と手をたたく。
そしてまた次の人間は「牛」と発言し、次の人間は「タン」、次の人間も「タン」と手を叩く。
ここまでで、「牛・タン・牛・タン・牛・タン・タン」となり、1ターン目が終了する。
その後は3回目の「タン」をターンごとに増やしてゆく。
2ターン目「牛・タン・牛・タン・牛・タン・タン・タン」
3ターン目「牛・タン・牛・タン・牛・タン・タン・タン・タン」
4ターン目「牛・タン・牛・タン・牛・タン・タン・タン・タン・タン」
以降誰かがミスをするまで続ける。「牛」というべきところで「タン」と手を叩いたり、「タン」と手をたたくべきところで「牛」や「タン」と発言した場合、あるいはリズムに乗れずにアクションができなかった場合敗者となる。
ミスがなく、長くなってしまう場合はテンポを上げて難易度を上げていく。
敗者に対してはしばしば罰ゲームが行われる。